# La Cabanasse
La Cabanasse (catalansk: La Cabanassa) er en by og kommune i departementet Pyrénées-Orientales i Sydfrankrig.

## Geografi
La Cabanasse ligger 81 km vest for Perpignan. Nærmeste byer er mod nord Mont-Louis (1 km) og mod syd Saint-Pierre-dels-Forcats (1 km).

## Demografi

### Udvikling i folketal
| 1962                                                              | 1968 | 1975 | 1982 | 1990 | 1999 | 2007 | 2014 | 2017 |
| ----------------------------------------------------------------- | ---- | ---- | ---- | ---- | ---- | ---- | ---- | ---- |
| 266                                                               | 452  | 589  | 526  | 577  | 622  | 740  | 670  | 669  |
| Tal fra og med 1962 er uden dobbelttælling (sans doubles comptes) |      |      |      |      |      |      |      |      |